# Embid
Embid är en kommun i Spanien.   Den ligger i provinsen Provincia de Guadalajara och regionen Kastilien-La Mancha, i den centrala delen av landet, 180 km öster om huvudstaden Madrid. Arean är 36 kvadratkilometer.
Terrängen i Embid är platt.